# German Open 2009 (Badminton)
Koordinaten: 51° 25′ 24,9″ N, 6° 53′ 34,4″ O
Die German Open 2009 im Badminton fanden in Mülheim an der Ruhr vom 24. Februar bis zum 1. März 2009 statt. Das Preisgeld betrug 80.000 USD.

## Austragungsort
- RWE Sporthalle

## Sieger und Platzierte
| Disziplin    | Gold                         | Silber                        | Bronze                            |
| ------------ | ---------------------------- | ----------------------------- | --------------------------------- |
| Herreneinzel | Bao Chunlai                  | Gong Weijie                   | Eric Pang                         |
| Herreneinzel | Bao Chunlai                  | Gong Weijie                   | Chen Long                         |
| Dameneinzel  | Wang Yihan                   | Zhu Lin                       | Xu Huaiwen                        |
| Dameneinzel  | Wang Yihan                   | Zhu Lin                       | Judith Meulendijks                |
| Herrendoppel | Lee Yong-dae Shin Baek-cheol | Kenichi Hayakawa Kenta Kazuno | Chris Adcock Robert Blair         |
| Herrendoppel | Lee Yong-dae Shin Baek-cheol | Kenichi Hayakawa Kenta Kazuno | Howard Bach Tony Gunawan          |
| Damendoppel  | Cheng Shu Zhao Yunlei        | Pan Pan Tian Qing             | Ha Jung-eun Kim Min-jung          |
| Damendoppel  | Cheng Shu Zhao Yunlei        | Pan Pan Tian Qing             | Lee Hyo-jung Lee Kyung-won        |
| Mixed        | Xu Chen Zhao Yunlei          | Zheng Bo Ma Jin               | Lee Yong-dae Lee Hyo-jung         |
| Mixed        | Xu Chen Zhao Yunlei          | Zheng Bo Ma Jin               | Flandy Limpele Anastasia Russkikh |

## Finalergebnisse
| Disziplin    | Sieger                       | Finalist                      | Ergebnis            |
| ------------ | ---------------------------- | ----------------------------- | ------------------- |
| Herreneinzel | Bao Chunlai                  | Gong Weijie                   | 21–18, 21–14        |
| Dameneinzel  | Wang Yihan                   | Zhu Lin                       | 20–22, 21–13, 21–11 |
| Herrendoppel | Lee Yong-dae Shin Baek-cheol | Kenichi Hayakawa Kenta Kazuno | 21–13, 21–16        |
| Damendoppel  | Cheng Shu Zhao Yunlei        | Pan Pan Tian Qing             | 18–21, 21–13, 21–16 |
| Mixed        | Xu Chen Zhao Yunlei          | Zheng Bo Ma Jin               | 21–18, 23–21        |

## Herreneinzel Qualifikation
- Joseph Rogers –  Christian Böhmer: 21-11 / 21-12
- Lester Oey –  Sebastian Rduch: 21-14 / 21-13
- Stilian Makarski –  Andreas Lindner: 21-12 / 21-14
- Vladimir Ivanov –  Bonsels Jamie: 21-15 / 21-12
- Chen Long –  Matthias Kuchenbecker: 21-13 / 21-7
- Daniel Benz –  Joe Michels: 21-13 / 21-14
- Marius Breuer –  Rishi Kraemer: 21-7 / 21-8
- Hannes Käsbauer –  Andy Hartono Tandaputra: 21-16 / 21-10
- Endra Kurniawan –  Michał Rogalski: 21-15 / 21-8
- Taufiq Hidayat Akbar –  Harry Wright: 19-21 / 21-13 / 15-11
- Saber Afif –  Lukas Schmidt: 22-20 / 21-16
- Denis Nyenhuis –  Frederic Gaspard: 21-17 / 22-20
- Mathieu Pohl –  Robert Mann: 24-22 / 21-12
- Du Pengyu –  Markus Meffert: 21-6 / 21-2
- Eetu Heino –  Kai Waldenberger: 21-15 / 8-21 / 21-10
- Thomas Staczan –  Manfred Helms: 21-7 / 21-8
- Lester Oey –  Joseph Rogers: 21-11 / 22-24 / 21-17
- Vladimir Ivanov –  Stilian Makarski: 21-15 / 21-14
- Chen Long –  Daniel Benz: 21-11 / 21-6
- Hannes Käsbauer –  Marius Breuer: 22-20 / 21-13
- Taufiq Hidayat Akbar –  Endra Kurniawan: 18-21 / 21-19 / 22-20
- Saber Afif –  Denis Nyenhuis: 21-13 / 21-14
- Mathieu Pohl –  Du Pengyu: 7-21 / 1-21
- Eetu Heino –  Thomas Staczan: 21-18 / 21-16

## Herreneinzel
- Bao Chunlai –  Yuhan Tan: 21-9 / 19-21 / 21-10
- Andrew Dabeka –  Kazuteru Kozai: 21-18 / 21-14
- Chong Wei Feng –  Du Pengyu: 19-21 / 21-16 / 21-14
- Björn Joppien –  Lester Oey: 21-16 / 21-16
- Andrew Smith –  David Snider: 23-25 / 21-19 / 21-16
- Anand Pawar –  Daren Liew: 21-17 / 21-19
- Arvind Bhat –  Koen Ridder: 21-15 / 21-13
- Kęstutis Navickas –  Arif Abdul Latif: 21-19 / 24-22
- Kenichi Tago –  Mathieu Pohl: 21-10 / 21-12
- Scott Evans –  Steinar Klausen: 16-21 / 21-19 / 21-12
- Jan Ø. Jørgensen –  Vladimir Ivanov: 20-22 / 24-22 / 21-8
- Hong Ji-hoon –  Eetu Heino: 21-9 / 21-4
- Eric Pang –  Koichi Saeki: 21-12 / 17-21 / 21-11
- Kristian Karttunen –  Martin Bille Larsen: 21-16 / 21-17
- Ville Lång –  Matthieu Lo Ying Ping: 21-12 / 21-13
- Jan Vondra –  Gabriel Ulldahl: 21-12 / 21-12
- Pavel Florián –  Saber Afif: 21-19 / 21-19
- Tan Chun Seang –  Taufiq Hidayat Akbar: 21-14 / 21-19
- Rajiv Ouseph –  Dicky Palyama: 21-12 / 21-18
- Marcel Reuter –  Emil Vind: 21-11 / 21-17
- Anup Sridhar –  Sven Eric Kastens: 21-16 / 16-21 / 21-15
- Christian Bösiger –  Hannes Käsbauer: 21-16 / 21-19
- Wong Choong Hann –  Mattias Wigardt: 21-15 / 21-15
- Gong Weijie –  Rune Massing: 21-15 / 21-14
- Brice Leverdez –  Petr Koukal: 21-19 / 22-20
- Kazushi Yamada –  Misha Zilberman: 21-16 / 21-10
- Sho Sasaki –  Dieter Domke: 23-21 / 21-17
- Kasper Ipsen –  Kristian Midtgaard: 21-10 / 21-12
- Hans-Kristian Vittinghus –  Stephan Wojcikiewicz: 21-5 / 21-9
- Yeoh Kay Bin –  Ivan Sozonov: 17-21 / 21-15 / 21-11
- Chetan Anand –  Henri Hurskainen: 21-6 / 21-8
- Chen Long –  Carl Baxter: w.o.
- Bao Chunlai –  Andrew Dabeka: 21-10 / 22-20
- Chong Wei Feng –  Björn Joppien: 21-16 / 21-19
- Andrew Smith –  Anand Pawar: 14-21 / 21-14 / 21-8
- Arvind Bhat –  Kęstutis Navickas: 21-17 / 17-21 / 23-21
- Kenichi Tago –  Scott Evans: 21-17 / 21-10
- Hong Ji-hoon –  Jan Ø. Jørgensen: 22-20 / 21-23 / 21-19
- Eric Pang –  Kristian Karttunen: 23-21 / 21-13
- Ville Lång –  Jan Vondra: 21-16 / 10-21 / 21-19
- Chen Long –  Pavel Florián: 21-6 / 21-11
- Rajiv Ouseph –  Tan Chun Seang: 21-18 / 17-21 / 21-15
- Anup Sridhar –  Marcel Reuter: 21-18 / 21-13
- Wong Choong Hann –  Christian Bösiger: 21-12 / 21-10
- Gong Weijie –  Brice Leverdez: 21-17 / 21-9
- Sho Sasaki –  Kazushi Yamada: 21-10 / 21-13
- Hans-Kristian Vittinghus –  Kasper Ipsen: 21-11 / 21-14
- Chetan Anand –  Yeoh Kay Bin: 23-21 / 21-12
- Bao Chunlai –  Chong Wei Feng: 21-18 / 21-17
- Andrew Smith –  Arvind Bhat: 16-21 / 21-11 / 21-19
- Hong Ji-hoon –  Kenichi Tago: 21-14 / 11-21 / 22-20
- Eric Pang –  Ville Lång: 21-10 / 21-10
- Chen Long –  Rajiv Ouseph: 21-12 / 21-14
- Wong Choong Hann –  Anup Sridhar: 21-16 / 21-18
- Gong Weijie –  Sho Sasaki: 21-15 / 21-18
- Chetan Anand –  Hans-Kristian Vittinghus: 21-14 / 18-21 / 21-12
- Bao Chunlai –  Andrew Smith: 21-11 / 14-21 / 21-7
- Eric Pang –  Hong Ji-hoon: 21-8 / 21-14
- Chen Long –  Wong Choong Hann: 9-21 / 21-19 / 21-16
- Gong Weijie –  Chetan Anand: 19-21 / 21-19 / 21-12
- Bao Chunlai –  Eric Pang: 21-14 / 19-21 / 21-15
- Gong Weijie –  Chen Long: 21-19 / 21-19
- Bao Chunlai –  Gong Weijie: 21-18 / 21-14

## Dameneinzel Qualifikation
- Sayaka Sato –  Sarah Walker: 21-13 / 21-14
- Carola Bott –  Ekaterina Ananina: 21-13 / 21-11
- Sophia Hansson –  Natalia Pocztowiak: 24-22 / 21-15
- Masayo Nojirino –  Kristína Gavnholt: 21-13 / 21-15
- Jeanine Cicognini –  Akvilė Stapušaitytė: 21-14 / 21-6
- Patty Stolzenbach –  Camilla Overgaard: 21-8 / 21-13
- Karin Schnaase –  Karina Jørgensen: 21-11 / 21-18
- Nathalie Descamps –  Diana Dimova: 21-19 / 21-17
- Sayaka Sato –  Carola Bott: 21-17 / 21-13
- Masayo Nojirino –  Sophia Hansson: 21-12 / 21-12
- Jeanine Cicognini –  Patty Stolzenbach: 21-18 / 21-17
- Karin Schnaase –  Nathalie Descamps: 21-13 / 21-13

## Dameneinzel
- Zhu Lin –  Olga Konon: 21-13 / 21-19
- Anna Rice –  Karin Schnaase: 21-13 / 21-19
- Megumi Taruno –  Julia Wong Pei Xian: 21-17 / 22-20
- Elizabeth Cann –  Nanna Brosolat Jensen: 21-14 / 21-18
- Petya Nedelcheva –  Larisa Griga: 26-24 / 21-6
- Judith Meulendijks –  Susan Egelstaff: 17-21 / 21-13 / 21-19
- Bae Yeon-ju –  Juliane Schenk: 21-19 / 12-21 / 22-20
- Masayo Nojirino –  Fu Mingtian: 21-9 / 21-13
- Ai Goto –  Anu Nieminen: 21-14 / 21-18
- Wang Yihan –  Anastasia Prokopenko: 21-9 / 21-9
- Chloe Magee –  Jang Soo-young: 21-16 / 10-21 / 21-15
- Hwang Hye-youn –  Lydia Cheah Li Ya: 21-7 / 21-14
- Sayaka Sato –  Ella Diehl: 26-28 / 21-19 / 21-12
- Mayu Sekiya –  Michelle Chan: 21-10 / 21-10
- Xing Aiying –  Jeanine Cicognini: 20-22 / 21-5 / 21-13
- Xu Huaiwen –  Linda Zechiri: 21-10 / 21-16
- Zhu Lin –  Anna Rice: 21-17 / 21-10
- Elizabeth Cann –  Megumi Taruno: 22-20 / 21-14
- Judith Meulendijks –  Petya Nedelcheva: 21-19 / 21-10
- Bae Yeon-ju –  Masayo Nojirino: 24-22 / 9-21 / 19-15 ret.
- Wang Yihan –  Ai Goto: 21-13 / 21-7
- Hwang Hye-youn –  Chloe Magee: 21-17 / 21-8
- Sayaka Sato –  Mayu Sekiya: 19-21 / 21-18 / 21-19
- Xu Huaiwen –  Xing Aiying: 19-21 / 21-15 / 21-14
- Zhu Lin –  Elizabeth Cann: 21-8 / 21-17
- Judith Meulendijks –  Bae Yeon-ju: 21-15 / 20-22 / 21-11
- Wang Yihan –  Hwang Hye-youn: 21-13 / 21-10
- Xu Huaiwen –  Sayaka Sato: 21-10 / 21-10
- Zhu Lin –  Judith Meulendijks: 18-21 / 21-8 / 21-14
- Wang Yihan –  Xu Huaiwen: 21-18 / 19-21 / 21-10
- Wang Yihan –  Zhu Lin: 20-22 / 21-13 / 21-11

## Herrendoppel Qualifikation
- Thomas Staczan /  David Washausen –  Christian Böhmer /  Kai Waldenberger: 27-29 / 21-9 / 21-19
- Hirokatsu Hashimoto /  Noriyasu Hirata –  He Hanbin /  Sun Junjie: 21-13 / 18-21 / 21-16
- Maurice Niesner /  Till Zander –  Matthias Kuchenbecker /  Andreas Lindner: 22-20 / 21-15
- Halim Haryanto /  Flandy Limpele –  Mads Conrad-Petersen /  Mads Pieler Kolding: 21-14 / 21-17
- Yoshiteru Hirobe /  Hajime Komiyama –  Chetan Anand /  Valiyaveetil Diju: 22-24 / 21-18 / 21-12
- Jochen Cassel /  Kristof Hopp –  Putra Aditya /  Andy Hartono Tandaputra: 21-12 / 21-16
- Christian Bösiger /  Anthony Dumartheray –  Sebastian Rduch /  Lukas Schmidt: 21-12 / 21-19
- Naoki Kawamae /  Shoji Sato –  Oliver Roth /  Josche Zurwonne: 21-16 / 21-13
- Hirokatsu Hashimoto /  Noriyasu Hirata –  Thomas Staczan /  David Washausen: 21-10 / 21-12
- Halim Haryanto /  Flandy Limpele –  Maurice Niesner /  Till Zander: 21-11 / 14-21 / 21-17
- Jochen Cassel /  Kristof Hopp –  Yoshiteru Hirobe /  Hajime Komiyama: 21-16 / 19-21 / 21-11
- Naoki Kawamae /  Shoji Sato –  Christian Bösiger /  Anthony Dumartheray: 21-16 / 21-9

## Herrendoppel
- Richard Eidestedt /  Andrew Ellis –  Adam Cwalina /  Wojciech Szkudlarczyk: 21-12 / 21-23 / 21-14
- Halim Haryanto /  Flandy Limpele –  William Milroy /  Toby Ng: 21-13 / 21-16
- Howard Bach /  Tony Gunawan –  Guo Zhendong /  Xu Chen: 21-18 / 21-18
- Rasmus Bonde /  Mikkel Delbo Larsen –  Jochen Cassel /  Kristof Hopp: 21-18 / 21-14
- Razif Abdul Latif /  Chan Peng Soon –  Ruud Bosch /  Koen Ridder: 21-16 / 21-17
- Kenichi Hayakawa /  Kenta Kazuno –  Lester Oey /  Dave Khodabux: 19-21 / 21-14 / 21-9
- Gan Teik Chai /  Tan Bin Shen –  Han Sang-hoon /  Hwang Ji-man: 22-20 / 22-20
- Kasper Faust Henriksen /  Christian Skovgaard –  Frédéric Mawet /  Wouter Claes: 19-21 / 21-11 / 21-13
- Cho Gun-woo /  Ko Sung-hyun –  Vladimir Ivanov /  Ivan Sozonov: 21-17 / 21-15
- Lee Yong-dae /  Shin Baek-cheol –  Jürgen Koch /  Peter Zauner: 21-10 / 21-11
- Naoki Kawamae /  Shoji Sato –  Jorrit de Ruiter /  Jürgen Wouters: 21-16 / 21-16
- Anders Kristiansen /  Simon Mollyhus –  Łukasz Moreń /  Michał Rogalski: 21-16 / 21-15
- Mak Hee Chun /  Tan Wee Kiong –  Jacob Chemnitz /  Mikkel Elbjørn: 18-21 / 21-15 / 21-13
- Michael Fuchs /  Ingo Kindervater –  Hirokatsu Hashimoto /  Noriyasu Hirata: 14-21 / 22-20 / 21-9
- Kwon Yi-goo /  Yoo Yeon-seong –  Chris Langridge /  David Lindley: 21-11 / 18-21 / 21-12
- Chris Adcock /  Robert Blair –  Baptiste Carême /  Ronan Labar: 21-9 / 21-13
- Halim Haryanto /  Flandy Limpele –  Richard Eidestedt /  Andrew Ellis: 21-10 / 21-17
- Howard Bach /  Tony Gunawan –  Rasmus Bonde /  Mikkel Delbo Larsen: 21-13 / 21-16
- Kenichi Hayakawa /  Kenta Kazuno –  Razif Abdul Latif /  Chan Peng Soon: 21-23 / 21-15 / 21-18
- Gan Teik Chai /  Tan Bin Shen –  Kasper Faust Henriksen /  Christian Skovgaard: 19-21 / 21-9 / 21-15
- Lee Yong-dae /  Shin Baek-cheol –  Cho Gun-woo /  Ko Sung-hyun: 21-5 / 23-21
- Naoki Kawamae /  Shoji Sato –  Anders Kristiansen /  Simon Mollyhus: 21-14 / 21-15
- Mak Hee Chun /  Tan Wee Kiong –  Michael Fuchs /  Ingo Kindervater: 21-14 / 21-13
- Chris Adcock /  Robert Blair –  Kwon Yi-goo /  Yoo Yeon-seong: 21-17 / 21-19
- Howard Bach /  Tony Gunawan –  Halim Haryanto /  Flandy Limpele: 23-21 / 16-21 / 21-16
- Kenichi Hayakawa /  Kenta Kazuno –  Gan Teik Chai /  Tan Bin Shen: 21-18 / 21-16
- Lee Yong-dae /  Shin Baek-cheol –  Naoki Kawamae /  Shoji Sato: 21-14 / 12-21 / 21-15
- Chris Adcock /  Robert Blair –  Mak Hee Chun /  Tan Wee Kiong: 21-16 / 11-21 / 21-19
- Kenichi Hayakawa /  Kenta Kazuno –  Howard Bach /  Tony Gunawan: 22-20 / 23-21
- Lee Yong-dae /  Shin Baek-cheol –  Chris Adcock /  Robert Blair: 28-26 / 21-16
- Lee Yong-dae /  Shin Baek-cheol –  Kenichi Hayakawa /  Kenta Kazuno: 21-13 / 21-16

## Damendoppel Qualifikation
- Grace Gao /  Fiona McKee –  Mona Reich /  Mette Stahlberg: 14-21 / 22-20 / 21-14
- Samantha Barning /  Eefje Muskens –  Johanna Goliszewski /  Annekatrin Lillie: 21-13 / 21-19

## Damendoppel
- Lee Hyo-jung /  Lee Kyung-won –  Sarah Bok /  Gabrielle Adcock: 21-6 / 21-9
- Mariana Agathangelou /  Jillie Cooper –  Samantha Barning /  Eefje Muskens: 21-17 / 21-17
- Emelie Fabbeke /  Emma Wengberg –  Gitte Köhler /  Michaela Peiffer: 21-16 / 9-21 / 23-21
- Cheng Shu /  Zhao Yunlei –  Haw Chiou Hwee /  Lim Pek Siah: 21-2 / 21-15
- Jeanine Cicognini /  Sabrina Jaquet –  Maria Helsbøl /  Anne Skelbæk: 21-13 / 21-14
- Liu Fan Frances /  Vanessa Neo Yu Yan –  Patty Stolzenbach /  Ilse Vaessen: 15-21 / 23-21 / 21-18
- Mizuki Fujii /  Reika Kakiiwa –  Steffi Annys /  Séverine Corvilain: 21-9 / 21-5
- Line Damkjær Kruse /  Mie Schjøtt-Kristensen –  Woon Khe Wei /  Goh Liu Ying: 21-17 / 21-16
- Ekaterina Ananina /  Anastasia Russkikh –  Jwala Gutta /  Shruti Kurien: 21-14 / 21-10
- Pan Pan /  Tian Qing –  Petya Nedelcheva /  Dimitria Popstoikova: 21-19 / 21-6
- Sandra Marinello /  Birgit Overzier –  Masayo Nojirino /  Sayaka Sato: 21-17 / 21-16
- Chang Ye-na /  Kim Min-seo –  Małgorzata Kurdelska /  Agnieszka Wojtkowska: 21-15 / 21-10
- Shinta Mulia Sari /  Yao Lei –  Grace Gao /  Fiona McKee: 21-7 / 21-5
- Shizuka Matsuo /  Mami Naito –  Michelle Chan /  Kristína Gavnholt: 21-13 / 21-11
- Ha Jung-eun /  Kim Min-jung –  Laura Choinet /  Weny Rasidi: 21-11 / 21-12
- Lee Hyo-jung /  Lee Kyung-won –  Mariana Agathangelou /  Jillie Cooper: 21-11 / 21-10
- Valeria Sorokina /  Nina Vislova –  Emelie Fabbeke /  Emma Wengberg: 21-12 / 21-15
- Cheng Shu /  Zhao Yunlei –  Jeanine Cicognini /  Sabrina Jaquet: 21-10 / 21-9
- Mizuki Fujii /  Reika Kakiiwa –  Liu Fan Frances /  Vanessa Neo Yu Yan: 21-19 / 18-21 / 21-12
- Ekaterina Ananina /  Anastasia Russkikh –  Line Damkjær Kruse /  Mie Schjøtt-Kristensen: 21-18 / 21-11
- Pan Pan /  Tian Qing –  Sandra Marinello /  Birgit Overzier: 18-21 / 21-10 / 21-19
- Shinta Mulia Sari /  Yao Lei –  Chang Ye-na /  Kim Min-seo: 21-19 / 21-11
- Ha Jung-eun /  Kim Min-jung –  Shizuka Matsuo /  Mami Naito: 18-21 / 21-12 / 21-15
- Lee Hyo-jung /  Lee Kyung-won –  Valeria Sorokina /  Nina Vislova: 21-13 / 18-21 / 21-15
- Cheng Shu /  Zhao Yunlei –  Mizuki Fujii /  Reika Kakiiwa: 21-14 / 21-8
- Pan Pan /  Tian Qing –  Ekaterina Ananina /  Anastasia Russkikh: 21-14 / 21-14
- Ha Jung-eun /  Kim Min-jung –  Shinta Mulia Sari /  Yao Lei: 21-16 / 21-13
- Cheng Shu /  Zhao Yunlei –  Lee Hyo-jung /  Lee Kyung-won: 21-17 / 21-11
- Pan Pan /  Tian Qing –  Ha Jung-eun /  Kim Min-jung: 21-7 / 21-18
- Cheng Shu /  Zhao Yunlei –  Pan Pan /  Tian Qing: 18-21 / 21-13 / 21-16

## Mixed Qualifikation
- Mads Pieler Kolding /  Line Damkjær Kruse –  Yoshiteru Hirobe /  Reika Kakiiwa: 21-15 / 21-15
- Kenichi Hayakawa /  Mizuki Fujii –  Eetu Heino /  Noora Virta: 21-16 / 23-21
- Robin Middleton /  Mariana Agathangelou –  Jürgen Wouters /  Eefje Muskens: 21-9 / 21-18
- Toby Ng /  Grace Gao –  Frédéric Mawet /  Séverine Corvilain: 21-15 / 21-12
- Hajime Komiyama /  Mami Naito –  Andrew Ellis /  Sarah Bok: 19-21 / 21-18 / 21-19
- Mikkel Elbjørn /  Maria Helsbøl –  Wojciech Szkudlarczyk /  Agnieszka Wojtkowska: 19-21 / 21-18 / 25-23
- Łukasz Moreń /  Natalia Pocztowiak –  Anthony Dumartheray /  Sabrina Jaquet: 21-17 / 21-16
- Ko Sung-hyun /  Ha Jung-eun –  Misha Zilberman /  Dimitria Popstoikova: 21-15 / 21-15
- Kenichi Hayakawa /  Mizuki Fujii –  Mads Pieler Kolding /  Line Damkjær Kruse: 16-21 / 21-13 / 21-12
- Robin Middleton /  Mariana Agathangelou –  Toby Ng /  Grace Gao: 21-16 / 21-14
- Mikkel Elbjørn /  Maria Helsbøl –  Hajime Komiyama /  Mami Naito: 21-13 / 10-21 / 21-17
- Ko Sung-hyun /  Ha Jung-eun –  Łukasz Moreń /  Natalia Pocztowiak: 21-16 / 21-16

## Mixed
- Lee Yong-dae /  Lee Hyo-jung –  Wouter Claes /  Nathalie Descamps: 21-11 / 21-10
- Chan Peng Soon /  Goh Liu Ying –  Dave Khodabux /  Samantha Barning: 21-13 / 18-21 / 21-18
- William Milroy /  Fiona McKee –  Christian Skovgaard /  Anne Skelbæk: 21-19 / 21-18
- Valiyaveetil Diju /  Jwala Gutta –  Chayut Triyachart /  Shinta Mulia Sari: 21-9 / 21-10
- Halim Haryanto /  Grace Peng Yun –  Mikkel Elbjørn /  Maria Helsbøl: 21-15 / 21-17
- Mikkel Delbo Larsen /  Mie Schjøtt-Kristensen –  Michael Fuchs /  Annekatrin Lillie: 19-21 / 21-15 / 21-15
- Zheng Bo /  Ma Jin –  Kenichi Hayakawa /  Mizuki Fujii: 21-7 / 21-13
- Stilian Makarski /  Diana Dimova –  Ruud Bosch /  Paulien van Dooremalen: 21-17 / 21-14
- Han Sang-hoon /  Kim Min-jung –  Robin Middleton /  Mariana Agathangelou: 21-9 / 21-17
- Noriyasu Hirata /  Shizuka Matsuo –  Ivan Sozonov /  Anastasia Prokopenko: 21-12 / 21-18
- Flandy Limpele /  Anastasia Russkikh –  David Lindley /  Suzanne Rayappan: 18-21 / 21-16 / 22-20
- Kristof Hopp /  Birgit Overzier –  Adam Cwalina /  Małgorzata Kurdelska: 21-18 / 21-14
- Xu Chen /  Zhao Yunlei –  Baptiste Carême /  Laura Choinet: 21-11 / 21-10
- Ko Sung-hyun /  Ha Jung-eun –  Chris Langridge /  Jillie Cooper: 21-16 / 21-16
- Razif Abdul Latif /  Woon Khe Wei –  Rasmus Bonde /  Helle Nielsen: 21-16 / 21-17
- Chris Adcock /  Gabrielle Adcock –  Jorrit de Ruiter /  Ilse Vaessen: w.o.
- Lee Yong-dae /  Lee Hyo-jung –  Chan Peng Soon /  Goh Liu Ying: 21-9 / 21-12
- Chris Adcock /  Gabrielle Adcock –  William Milroy /  Fiona McKee: 21-18 / 21-17
- Valiyaveetil Diju /  Jwala Gutta –  Halim Haryanto /  Grace Peng Yun: 21-10 / 21-12
- Zheng Bo /  Ma Jin –  Mikkel Delbo Larsen /  Mie Schjøtt-Kristensen: 23-21 / 21-9
- Han Sang-hoon /  Kim Min-jung –  Stilian Makarski /  Diana Dimova: 21-18 / 21-19
- Flandy Limpele /  Anastasia Russkikh –  Noriyasu Hirata /  Shizuka Matsuo: 21-13 / 21-14
- Xu Chen /  Zhao Yunlei –  Kristof Hopp /  Birgit Overzier: 21-15 / 21-11
- Ko Sung-hyun /  Ha Jung-eun –  Razif Abdul Latif /  Woon Khe Wei: 19-21 / 21-13 / 21-8
- Lee Yong-dae /  Lee Hyo-jung –  Chris Adcock /  Gabrielle Adcock: 23-21 / 21-15
- Zheng Bo /  Ma Jin –  Valiyaveetil Diju /  Jwala Gutta: 21-17 / 21-12
- Flandy Limpele /  Anastasia Russkikh –  Han Sang-hoon /  Kim Min-jung: 21-18 / 13-21 / 21-17
- Xu Chen /  Zhao Yunlei –  Ko Sung-hyun /  Ha Jung-eun: 21-12 / 21-15
- Zheng Bo /  Ma Jin –  Lee Yong-dae /  Lee Hyo-jung: 21-14 / 21-18
- Xu Chen /  Zhao Yunlei –  Flandy Limpele /  Anastasia Russkikh: 21-12 / 19-21 / 21-12
- Xu Chen /  Zhao Yunlei –  Zheng Bo /  Ma Jin: 21-18 / 23-21